# Aparecida do Taboado
Aparecida do Taboado là một đô thị thuộc bang Mato Grosso do Sul, Brasil. Đô thị này có diện tích 2750,13 km², dân số năm 2007 là 19823 người, mật độ 7,21 người/km².